# カプリヴィ内閣
カプリヴィ内閣（ドイツ語: Kabinett Caprivi）は、レオ・フォン・カプリヴィ伯爵が皇帝ヴィルヘルム2世に帝国宰相に任じられた1890年3月20日から約4年間続いたドイツ帝国の第2代内閣である。　

## 閣僚
| 役職                                  | 画像 | 大臣                                                 | 任期                                                                            |
| ------------------------------------- | ---- | ---------------------------------------------------- | ------------------------------------------------------------------------------- |
| 帝国宰相 （プロイセン王国宰相兼外相） |      | レオ・フォン・カプリヴィ伯爵                         | 1890年3月20日 - 1894年10月26日 （プロイセン宰相:1890年3月20日 ‐ 1892年3月23日） |
| 副宰相兼帝国内務大臣                  |      | カール・ハインリヒ・フォン・ベティッヒャー           | 1881年6月20日 - 1897年7月1日 1880年9月1日 - 1897年7月1日                        |
| 帝国外務大臣                          |      | アドルフ・マルシャル・フォン・ビーベルシュタイン     | 1890年3月31日 - 1897年10月19日                                                  |
| 帝国司法庁長官                        |      | Otto von Oehlschläger                                | 1889年2月19日 - 1891年2月2日                                                    |
| 帝国司法庁長官                        |      | ロベルト・ボッセ                                     | 1891年2月2日 - 1892年3月24日                                                    |
| 帝国司法庁長官                        |      | エドゥアルト・ハナウアー                             | 1892年3月24日 - 1893年7月10日                                                   |
| 帝国司法庁長官                        |      | アルノルト・ニーベルディング                         | 1893年7月11日 - 1909年10月25日                                                  |
| 帝国海軍大臣                          |      | カール・エドゥアルト・ホイスナー                     | 1889年4月1日 - 1890年4月22日                                                    |
| 帝国海軍大臣                          |      | フリードリヒ・フォン・ホルマン                       | 1890年4月23日 - 1897年                                                          |
| 帝国郵政大臣                          |      | ハインリヒ・フォン・シュテファン                     | 1880年 - 1897年                                                                 |
| 帝国財務大臣                          |      | ヘルムート・フォン・マルツァーン男爵                 | 1888年9月14日 - 1893年                                                          |
| 帝国財務大臣                          |      | アルトゥール・フォン・ポサドウスキー＝ヴェーナー伯爵 | 1893年 - 1897年7月1日                                                           |